# 小野金六

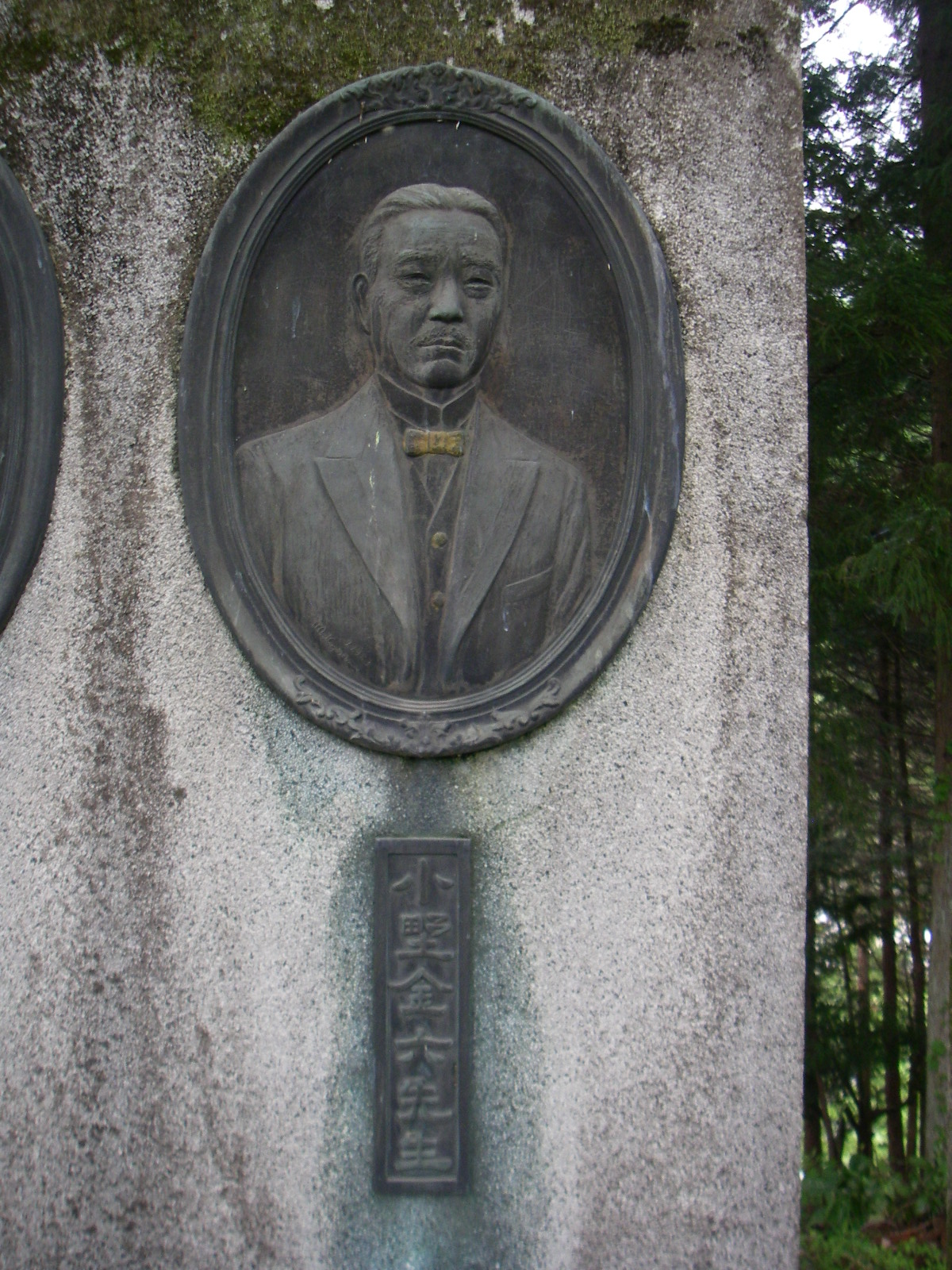
小野金六像（身延駅を見下ろす山頂に位置する通称丸山公園に設置されている身延線創設50周年記念塔の下にある胸像ブロンズ）

小野 金六（おの きんろく、1852年10月1日（嘉永5年8月18日） - 1923年（大正12年）3月11日）は、明治から大正時代の実業家。銀行家。

## 経歴
小野伝吉の二男として甲斐国（現山梨県）に生まれる。1873年（明治6年）上京。甲州への食塩の輸送販売や韮崎地方に製糸場を開設するものの成功せず、甲信鉄道会社や台湾鉄道会社の設立計画にも頓挫する。その後、生糸相場に乗じて事業を展開し巨額の富を得た。
1880年（明治13年）山梨第十銀行東京支店長を経て、1893年（明治26年）東京割引銀行を設立し頭取に就任。ほか、東京市街鉄道、富士製紙など数おおくの会社の設立・経営に関与し、小百鉱山合資会社代表社員、富士水電会長、富士身廷鉄道、日本煉炭、輸出食品各社長、山梨軽便鉄道、小倉鉄道、朝鮮水産、日本電灯各取締役、加納鉱山相談役、東京商業会議所議員などを歴任した。

## 親族
- 長男：小野耕一（実業家、貴族院多額納税者議員）[4]